# OOR
OOR (hol. ucho) – najstarszy holenderski magazyn muzyczny, założony w 1971 roku jako dwutygodnik Muziekkrant OOR, istniejący pod tą nazwą do 1984 roku, później skróconą do OOR. Funkcjonuje również jako strona internetowa, oor.nl.

## Historia
Magazyn Muziekkrant OOR został założony w 1971 roku przez studenta nauk politycznych Barenda Toeta (ur. 3 stycznia 1947), który dorastał w rodzinie miłośników muzyki. Pod koniec lat 60. XX wieku zafascynował się ruchem anarchistycznym i towarzyszącą mu muzyką pop o charakterze społeczno-krytycznym, tworzoną przez takich artystów jak: Bob Dylan, Janis Joplin, John Lennon i Paul McCartney.
Wzorem dla OOR były takie magazyny muzyczne jak Rolling Stone i Melody Maker. Toet, jako dziennikarz zajmujący się muzyką pop w Het Handelsblad i De Nieuwe Linie, spotkał Berry’ego Vissera, założyciela start-upu zajmującego się promocją Mojo Concerts. Wspomógł on finansowo nowo powstające wydawnictwo w zamian za całodobową reklamę na ostatniej stronie. 1 kwietnia 1971 roku wydrukowany został pierwszy egzemplarz Muziekkrant OOR, mający 16 stron w formacie A3, z czego 8 zajmowały reklamy. Wydawany był jako dwutygodnik. W 1971 roku ukazało się 17 numerów oraz wydanie specjalne. Magazyn od razu odniósł sukces wśród swoich czytelników, choć miał kłopoty finansowe. Już w 1972 roku znalazł się na skraju bankructwa. Ostatecznie udało się go uratować przed likwidacją dzięki specjalnemu programowi Nederpop, w którym znalazł się darmowy singiel Petera Koelewijna. W 1977 roku Muziekkrant OOR i jego nowy siostrzany magazyn Hitkrant zostaly przejęte przez firmę Elsevier. Pod zarządem nowego właściciela sytuacja finansowa magazynu ustabilizowała się. Poszerzył on swoją formułę wydawniczą otwierając się obok muzyki również na film, teatr, komiks i literaturę. Na początku lat 80. przeżywał swój rozkwit i stał się znaczącym graczem na rynku, osiągając nakład około 65 000 egzemplarzy. Stał się tubą propagandową całego pokolenia. W latach 1972–1984, ukazywało się rocznie dwadzieścia pięć numerów. Tradycyjnie ostatni numer w roku (z listami rocznymi) był numerem podwójnym (nr 25/26). W 1984 roku skrócono nazwę nazwę magazynu do OOR.
W latach 90. Elsevier sprzedał OOR wydawnictwu Telegraaf Tijdschriftengroep (TTG). Na początku XXI wieku OOR został zakupiony przez magnata branży lotniczej i nieruchomości, Erika de Vliegera, do którego w tym czasie należały niemal wszystkie najważniejsze czasopisma muzyczne. Później, gdy firma de Vliegera popadła w kłopoty finansowe i pojawiły się problemy z płatnościami, OOR znalazł się w posiadaniu Argo Media Groep, spółki należącej do Fransa Makau, przyjaciela De Vliegera i byłego dyrektora jego firmy. W 2005 roku OOR połączył się z magazynem muzycznym Aloha, przeznaczonym dla starszych miłośników muzyki i stał się kolorowym miesięcznikiem. Minęły miesiące, zanim uregulowano zaległości płatnicze.
Oprócz problemów administracyjnych, OOR zmaga się od lat 90. XX w. z prawdopodobnie największym wyzwaniem w swojej historii, Internetem, który przyczynił się do strat branży muzycznej oferując odbiorcom muzykę za darmo. OOR, będący niegdyś czasopismem przeznaczone dla masowego odbiorcy, stał się w połowie 2. dekady bieżącego stulecia (2014) tytułem niszowym o niskim nakładzie 15 000 egzemplarzy. Funkcjonuje również jako strona internetowa Oor.nl, do której dołączono takie usługi, jak Twitter, Facebook i Spotify.
W 2021 roku z okazji 50. rocznicy założenia OOR Argo Special Media wydał jubileuszową książkę, Want More? Het beste van 50 jaar Oor (ISBN 978-9090343907). Zawarto w niej wybrane wywiady (między innymi z takimi artystami jak Stevie Wonder w 1976, Prince i Fela Kuti w 1981 i Bob Marley w 1977 roku), eseje i zdjęcia, wykonane przez fotografów niegdyś związanych z czasopismem, takich jak Anton Corbijn i Gijsbert Hanekroot. 